# Clarkedale (Arkansas)
Clarkedale est un village situé dans l’État américain de l'Arkansas, dans le comté de Crittenden.

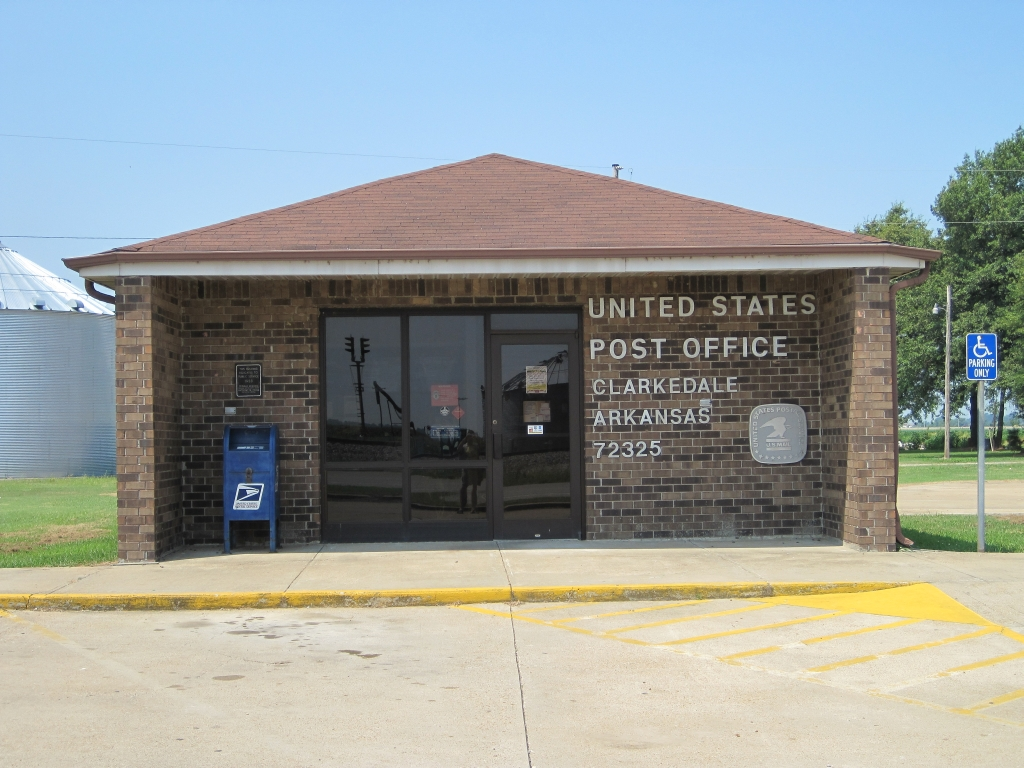
Bureau de poste